# Épigravettien
L'Épigravettien est un faciès succédant au Gravettien défini à partir d'industries lithiques du Paléolithique supérieur identifiées en Italie et en Europe orientale.

## Chronologie et variantes régionales

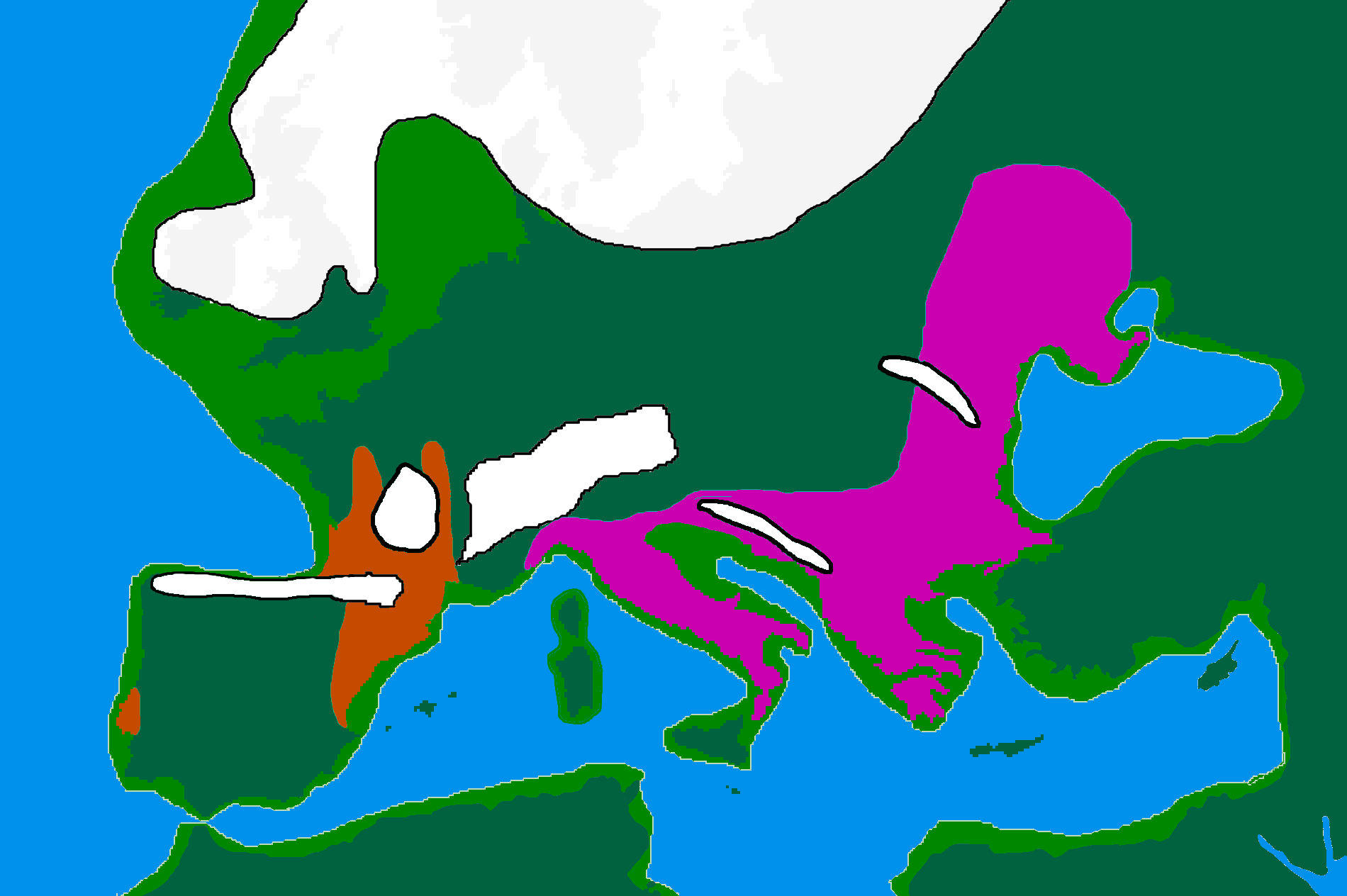
Lors du dernier maximum glaciaire, les Homo sapiens d'Europe se replient dans des zones refuges.
Solutréen
Épigravettien

Une séquence fortement anthropisée se référant à la phase terminale de l'Épigravettien récent et les dates radiocarbones ont permis de caler ces occupations à l'interstade de l'Allerød, ce qui implique que ces cultures sont contemporaines de la fin du Solutréen et du Magdalénien d'Europe occidentale et centrale et qu'elles se sont développées entre -20000 et -10000.
La fin du dernier maximum glaciaire (LGM) en Europe (il y a environ 16,5 ka) a déclenché des changements majeurs dans la culture humaine et la structure de la population. En Europe du Sud, la culture matérielle de l'Épigravettien primitif a été remplacée par l'art et la technologie de la phase finale de l'Épigravettien il y a environ 18 à 17 ka au début de la déglaciation alpine méridionale.
Certains sites de Moldavie correspondent à un Épigravettien ancien (20 000–17 000 BP), puis un Épigravettien récent (13 500 – 11 000 BP). En Moravie sur les sites de Pavlov et de Dolní Věstonice ont été retrouvés des fours pour la cuisson avec une certaine continuité de la précédente culture gravettienne. Des recherches menées à l'abri Dalmeri, situé sur la limite nord orientale du haut plateau des Sette Comuni (Trente, Italie) ont dévoilé des traces de la phase terminale de l'Épigravettien récent. D'autres indices ont également été trouvés à la grotte Rainaude, au Muy, dans le Var. Deux mille six cents ossements déterminés issus de sept sites archéologiques de l'Épigravettien ont également été localisés dans le Sud de la Sicile orientale.
Le Ballanien (14 000 av. J.-C.) et le Halfien (16 000 av. J.-C.) en Nubie sont assimilés à un Épigravettien africain d'où dériveraient d'autres industries lamellaires, mais cette thèse ne fait pas l'unanimité.

## Paléoanthropologie et populations
Depuis la découverte, à la fin du XIXe siècle par le préhistorien Émile Rivière, de la sépulture des enfants de Grimaldi dans l'une des grottes du site des Balzi Rossi en Ligurie (Italie), l'Épigravettien est considéré comme l'une des dernières cultures des chasseurs-cueilleurs du Paléolithique supérieur.
Les dents de plusieurs individus de l'Épigravettien final de la grotte des Arene Candide (Finale Ligure, Savone, Italie), ont été retrouvées, ce qui a permis de déterminer des dimensions dentaires caractérisées par un fort aplatissement mésio-distal des M3 du maxillaire et des faibles différences entre les dents homologues de côté opposé. Les dents du fond sont plus usées ce qui atteste l'intensité d'utilisation de la denture mais les caries sont absentes. Cela met en exergue un faible degré d'anomalies de développement dues au milieu ambiant.
Une étude de paléogénétique publiée en 2020 à partir d'une mandibule humaine découverte sur le site épigravettien tardif de Riparo Tagliente (Vénétie, Italie), datées de 16 980 à 16 510 AP. Cet individu atteste que l'émergence de la culture matérielle épigravettienne tardive en Italie était déjà associée à la migration et au remplacement génétique de l'ascendance gravettienne. Cette étude repousse d'au moins 3 000 ans la date de la diffusion en Europe du Sud d'une composante génétique liée aux refuges balkaniques / anatoliens, que l'on croyait auparavant se propager lors du réchauffement ultérieur de Bölling / Alleröd (il y a environ 14 ka). Ces résultats suggèrent que la diffusion démique à partir d'une population génétiquement diversifiée peut avoir contribué de manière substantielle aux changements culturels lors du dernier maximum glaciaire (LGM) et post-LGM en Europe du Sud, indépendamment des changements brusques vers des conditions plus chaudes et plus favorables,. L'haplogroupe du chromosome Y de l'individu étudiée est I2 est son haplogroupe mitochondrial est U4'9 à la racine des deux branches U4 et U9.
Le dernier maximum glaciaire a pu créer un couloir au sud des Alpes permettant les mouvements humains d'est en ouest qui reliaient génétiquement les populations de chasseurs-cueilleurs des Balkans à la péninsule ibérique, peut-être aussi via des dispersions le long des côtes existantes dont le niveau des mers était inférieur.

## Art épigravettien

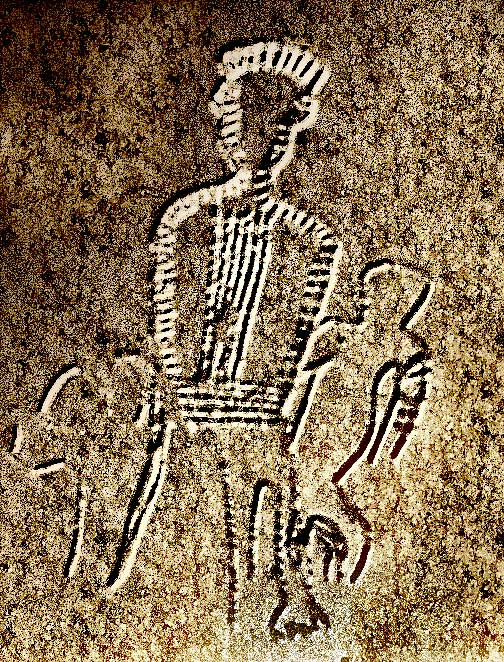
Grotte du Genovese, sur l'île de Levanzo, Sicile.

Les représentations d'êtres humains (les statuettes féminines notamment) se caractérisent par leur schématisme, et se distinguent par là de l'aspect plus réalistes des représentations anthropomorphiques gravettiennes. La « Vénus d'Eliseevichi » aux formes généreuses (voir plus bas le paragraphe « Eliseevichi 1 ») fait exception parmi les vénus épigravettiennes.
De 1991 à 2005, plusieurs pierres peintes en ocre avec des représentations naturalistes et schématiques ont été retrouvées dans différents sites, ce qui a offert une nouvelle perspective par rapport à l'art et à la spiritualité à l'Épigravettien.
En Calabre, dans la grotte du Romito, un bloc gravé portant plusieurs figures animales est associé à un ensemble funéraire.

## Villabruna 1
Ripari Villabruna (en) est un petit abri sous roche dans le nord de l'Italie avec des restes funéraires. Il contient plusieurs sépultures, avec des corps et des objets funéraires datés de 14 000 ans AP. Une tombe qui contenait un squelette bien conservé a été découverte à la base des couches archéologiques en 1988. La datation directe par AMS des restes squelettiques a révélé un âge de 14 160 à 13 820 ans. L'enterrement a eu lieu au cours des premières étapes de l'établissement humain dans les abris sous roche. Le cadavre a été placé dans une fosse étroite et peu profonde de 30 à 40 cm de profondeur, la tête tournée vers la gauche avec les bras tendus touchant le corps.
Six pièces jointes ont été placées à gauche du corps. L'équipement typique d'un chasseur-cueilleur comprenait un couteau en pierre de feu, un noyau en pierre de feu, une autre pierre qui devait servir de marteau, une lame de pierre de feu, une pointe d'os, une pastille d'ocre et de propolis (une matière résineuse produite par des abeilles). Des plaquettes de calcaire ornées de dessins ocres avaient été placées au sommet de la tombe.
Villabruna 1 est significatif en termes d'histoire de la génétique des populations : les vestiges portent l'haplogroupe d'ADN-Y R1b1a (R-L754). C'est le plus ancien exemple documenté d'haplogroupe R1b en Europe occidentale. L'individu de Villabruna avait la peau sombre et les yeux bleus,. D'une manière générale, les individus étudiés du « groupe Villabruna » présentent des fréquences élevées de l'allèle dérivé (> 90 %), qui est responsable du phénotype pour les yeux verts ou bleus
Le cluster Villabruna est connu pour avoir largement remplacé les précédentes populations européennes de chasseurs cueilleurs il y a au moins environ 14 000 ans. L'une des caractéristiques déterminantes du cluster de Villabruna est une affinité plus élevée avec les composants génétiques du Proche-Orient par rapport aux Eurasiens paléolithiques préexistants de l'Ouest,.

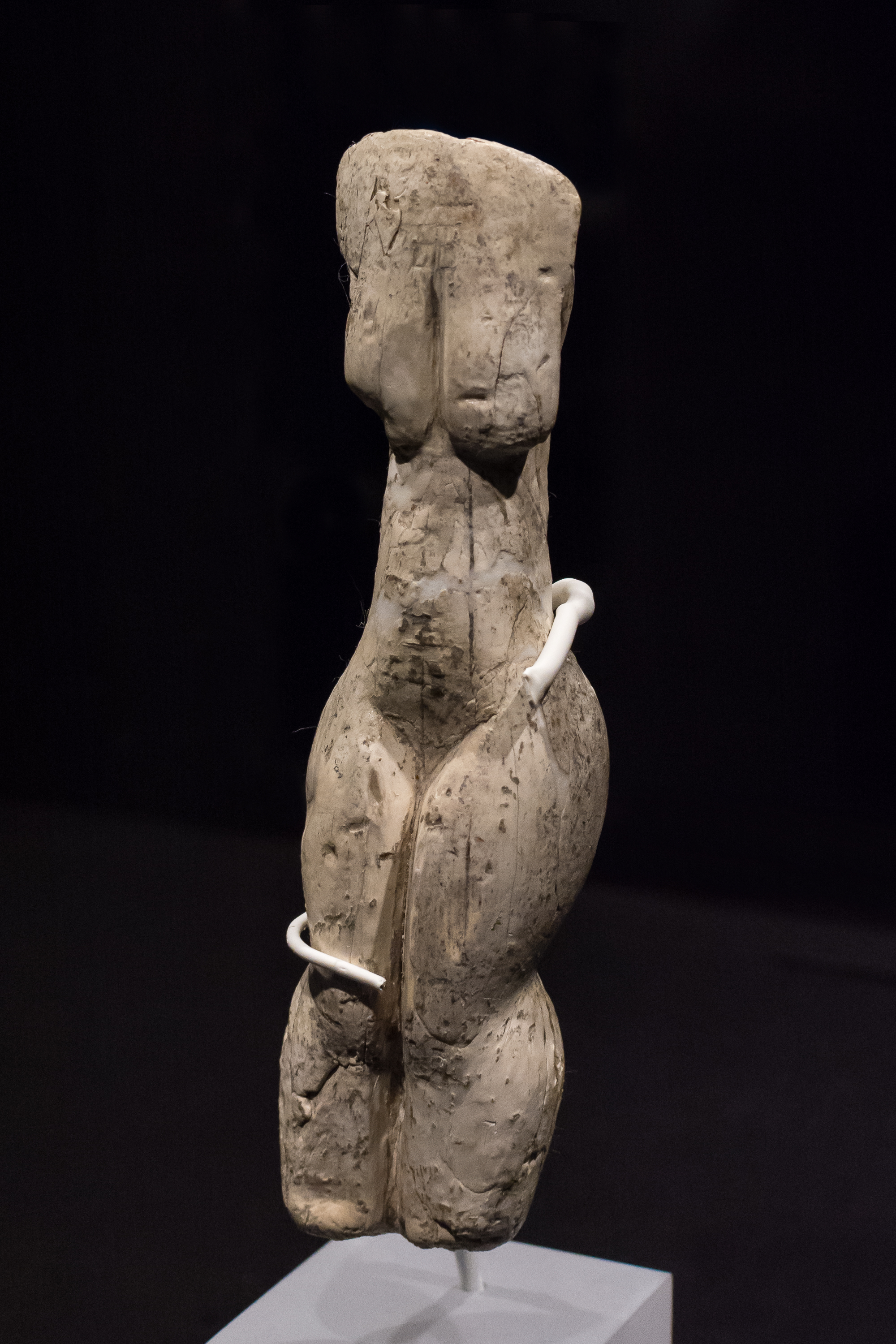
Vénus d'Eliseevichi, Musée de l'Ermitage, Saint-Pétersbourg, Russie

## Eliseevichi 1
Le site Eliseevichi 1 (ou Yeliseevichi 1), en Russie centrale, dans la vallée de la Desna, découvert en 1930, a été occupé entre 20 00 ans et 14 000 ans avant le présent. Il n'a pas servi d'habitat mais de lieu d'abattage de mammouths laineux, de traitement des peaux et de confection de pièces dures d'origine animale. Une statuette féminine en ivoire de mammouth de 15 cm de hauteur appelée Vénus d'Elissevichi, une Vénus paléolithique, fait partie des artefacts recueillis dans ce gisement.
Les objets d'art d'Eliseevichi 1 ont un caractère surtout ornemental ; plusieurs plaques sculptées dans des défenses de mammouths présentent des motifs gravés ; parmi ces motifs on trouve un nid d'abeilles, des lignes en zigzag, des lignes courbes parallèles coupées de lignes droites et courbes.